# Iago sp. A
Iago sp.A  (лат.) — вид хрящевых рыб рода яго семейства куньих акул отряда кархаринообразных. Обитает в Индийском океане в Аденском заливе и у юго-восточного побережья Индии на внешнем крае континентального шельфа и в верхней части материкового склона на глубине свыше 183 м. Максимальная зафиксированная длина составляет 41 см. 